# Бреннер, Карл Хайнрих
Карл Якоб Генрих Бреннер (также Карл-Генрих Бреннер нем. Karl Heinrich Brenner, 1 мая 1895, Мангейм — 14 февраля 1954, Карлсруэ) генерал-лейтенант нацистской Германии во Второй мировой войне, командующий 6-й горной дивизией СС во время отступления в период эпизода Лапландской войны. До этих событий служил во времена Первой Мировой Войны, в том числе в составе Баденского добровольческого батальона "Ост", стал одним из наиболее ранних членов Гитлерюргенда.

## Биография
Родился 1 мая 1895 года в Мангейме. Закончил среднюю техническую школу и когда началась Первая мировая война, добровольно вступил в полк полевой артиллерии Германской Имперской армии (03.08.1914).
В 1915 году был произведен в лейтенанты и служил до апреля 1920 года.
На войне был четыре раза ранен.
С 1926 года служил в полиции и Гитлерюгенд.
С мая 1933 года (01.05.33)[2] стал членом НСДАП (партийный номер 3.460.685)[1].
В 1935 году переведен из Бадена в Берлин на должность помощника заместителя командующего Прусской национальной полицией.
В 1938 (01.07.38) году вступил в СС (нем. Schutzstaffel) (номер
307.786)[1] и получил звание оберштурмбаннфюрер.
В 1938 участвовал в аншлюсе Австрии и окупации Судетской области.
С августа 1939 командир полицейской спортивной школы в Берлине.

#### Вторая Мировая война
С октября 1939 по март 1940 командовал полицейским полком "Варшава".
Затем командовал артиллерийским полком дивизий СС "Мёртвая голова" (нем. Totenkopf) и "Полицейская" (нем. Polizei).
В 1941 был ранен и потерял левый глаз, с ноября 1941 командовал войсками СС "Северо-Запад".
В декабре 1942 командовал боевой группой при окупации порта Тулон во Франции.
С февраля 1943 был переведен в Берлин, организовывал и управлял антипартизанскими операциями при Верховном руководителе СС и полиции Альпенланд.
С декабря 1943 командовал полицией на Украине.
В марте 1944 (15.03.44)[2] присвоено звание генерал-лейтенанта (группенфюрер) СС.
С сентября 1944 возглавил командование 6-й горной дивизией СС "Норд", сменив Густава Ломбарда. Дивизия находилась в Карелии и входила в состав 18-го горного корпуса. Участвовал в Лапландской войне. Обеспечивал тактику "выжженой земли" при отходе войск. В середине января по приказу командования, вывел дивизию в Норвегию, затем в Данию, затем в Германию.
2 апреля 1945 года был взят в плен в Баварии американской стороной.
В январе 1946 года на Нюрнбергском процессе рассматривался как военный преступник по делам в Черногории (Югославия), совместно с другими командующими батальонами СС.
Умер 14 апреля 1954 года в городе Карлсруэ Федеративной республики Германия.

## Личная жизнь
В 1935 году женился на немке Урсуле Монингер-Бреннер (1915-1983), брак длился до 1942 года, когда он оставил жену и трех дочерей, повторно женившись. Урсула также повторно вышла замуж в 1942 году за оберстгруппенфюрера Зеппа Дитриха.

## Награды
- Рыцарский крест Железного креста (27.12.1944)[5]
- Пряжка к Железному кресту 1-го класса (17.08.1941)[1]</sup]>
- Пряжка к Железному кресту 2-го класса (04.08.1941)[1]
- Нагрудный знак "За ранение" за 1939 год в золоте (27.09.1941)[1]
- Нагрудный штурмовой пехотный знак в серебре (16.05.1944)[1]
- Крест "За военные заслуги" 2-го класса с мечами (24.07.1940)[1]
- Крест "За военные заслуги" 1-го класса с мечами (01.09.1942)[1]